# Bamfield

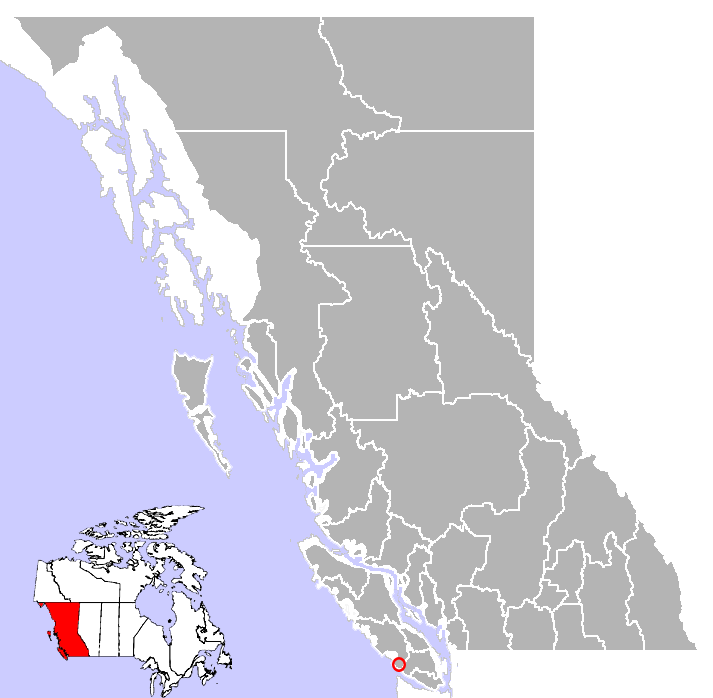
Ubicación de Bamfield, Columbia Británica.

Bamfield es una comunidad ubicada en Barkley Sound, Isla de Vancouver, Columbia Británica. Se encuentra rodeada por Tierras de Corona, reservas indias y una porción del parque nacional de la Cuenca del Pacífico. Cuenta con una población de 155 habitantes, según datos de 2011, y está dividida por una ensenada del mismo nombre.

## Historia

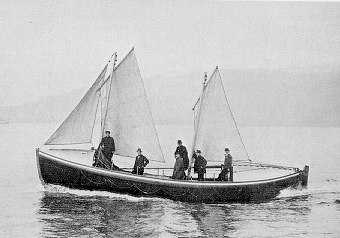
Un bote salvavidas estacionado en Bamfield en 1907.

Bamfield estuvo poblada por los Nuu-chah-nulth, la población indígena local. Los europeos fundaron una pequeña comunidad pesquera a comienzos del siglo XIX. La mayoría de los indígenas viven ahora en el poblado vecino de Anacla, a unos cinco kilómetros de distancia de Bamfield.
Debe su nombre al primer agente del gobierno de la zona, William Eddy Banfield. La escritura del apellido "Bamfield" con "m" se dice que puede deberse a las dificultades que tenía la población local para pronunciar la letra n en su nombre, o a un error cometido por la entidad postal. En 1902 se construyó la primera estación de cable telegráfico que formaba parte de la All Red Line y se conectaba con los países y territorios controlados por el Imperio Británico de forma submarina. Un segundo edificio, esta vez de hormigón, fue construido en 1926 sustituyendo la antigua estructura de madera. En este edificio, declarado sitio histórico en 1930, funciona ahora el Centro de Ciencias Marinas de Bamfield.
En 1907 se creó una estación de salvataje marino y pesquero, siendo la primera en establecerse en la Costa de la Columbia Británica.
En 1953 el telégrafo fue extendido desde Alberni Inlet hasta Port Alberni, mientras que la estación local se cerró el 20 de junio de 1959. Tras el cierre, sólo el gran edificio de hormigón, dos tanques de almacenamiento y un edificio adyacente subsistieron; todo lo demás fue demolido.

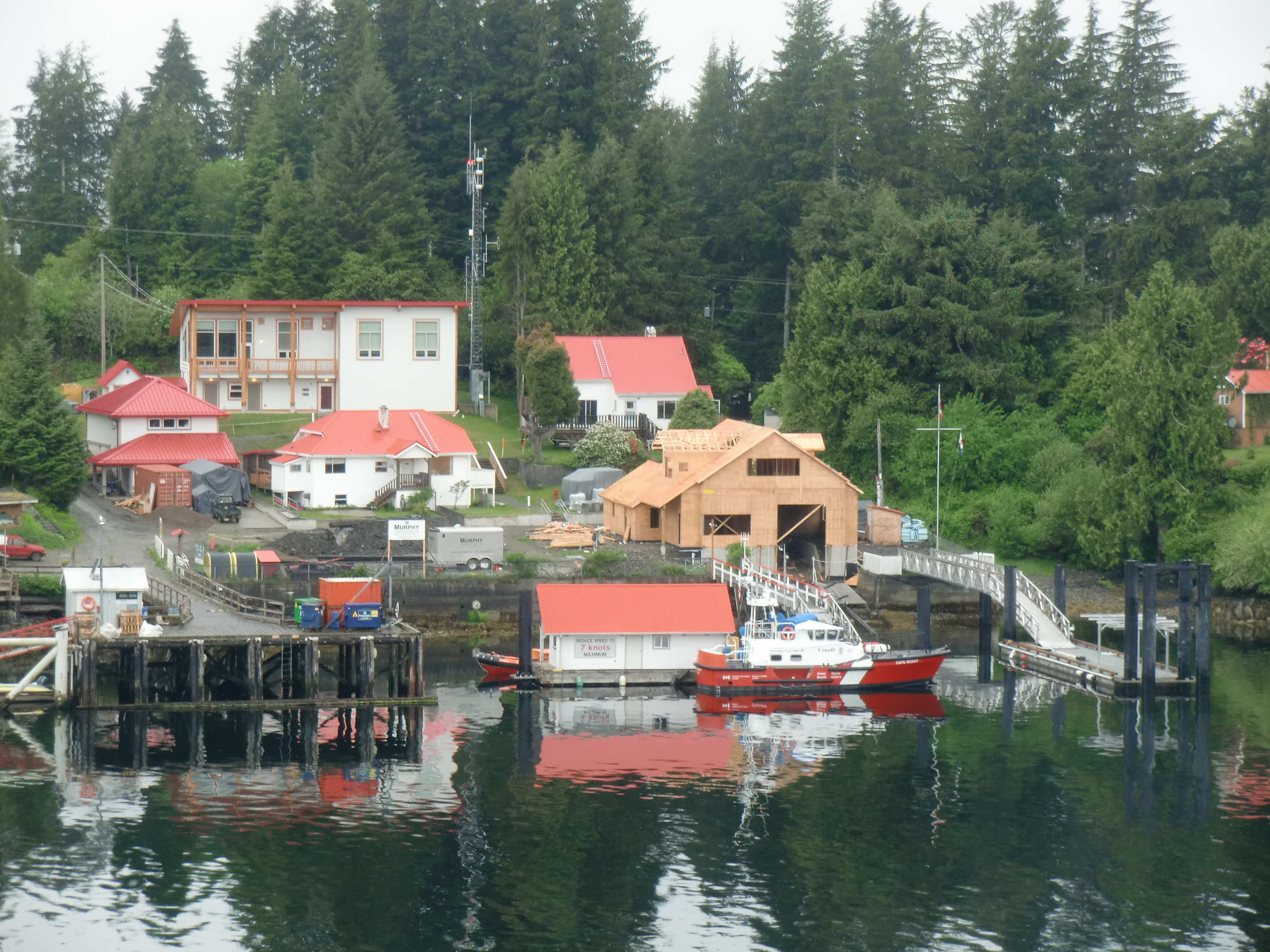
Estación de la Guardia Costera Canadiense Bamfield y el cabo McKay vistos desde el Centro de Ciencias Marinas de Bamfield.

En 1968, el Consejo Superior de Investigaciones Científicas solicitó a cinco universidades del oeste de Canadá (Universidad de Columbia Británica, Universidad de Victoria, de la Universidad de Calgary, Universidad de Alberta y la Universidad Simon Fraser) que determinaran cuál era la mejor ubicación para una estación de biología marina en la costa del Pacífico. Aunque Victoria fue la anterior ganadora, un estudio de viabilidad realizado en 1969 recomendó a Bamfield como la mejor ubicación. La antigua estación de cable telegráfico fue comprada ese mismo año, mientras que en 1970 se creó la estructura formal para la administración y el desarrollo de la futura estación. En 1971 comenzaron las tareas de desarrollo para convertir el lugar en un centro de investigación. Una vez que la construcción de la mayoría de las instalaciones estuvieron finalizadas, el Centro de Ciencias Marinas Bamfield inició sus operaciones, a finales de 1972. Desde entonces se convirtió en el mayor empleador en la comunidad.
La pesca comercial estuvo presente hasta mediados de la década de 1980. En la actualidad, en Bamfield hay varios refugios de pesca deportiva, principalmente de salmón y pleuronectiformes. Bamfield es el límite septentrional del West Coast Trail, un sendero construido en 1907 a lo largo de la costa oeste de la isla de Vancouver para ayudar a los sobrevivientes de naufragios en la zona a encontrar su camino de regreso a la civilización. El sendero recorre 77 kilómetros a lo largo de un terreno extremadamente resistente.
Hoy en día, Bamfield es principalmente un destino turístico, destacándose como atractivos el sendero antes mencionado, el kayak de mar y la pesca deportiva. Las actividades de investigación desarrolladas en el Centro de Ciencias Marinas atrae a cientos de investigadores cada año; también se ofrecen cursos universitarios acreditados por las cinco universidades asociadas. 
La ciudad apareció en el primer episodio de la serie canadiense Still Standing emitida por la CBC en 2015.